# Adul Seidi
Gilberto Adul Seidi (Bissau, 20 novembre 1992) è un calciatore guineense, attaccante dell'Espinho.

## Carriera

### Club
Ha giocato nelle serie minori portoghesi, cipriote e francesi.

### Nazionale
Nel 2014 ha esordito in nazionale.

## Statistiche

### Cronologia presenze e reti in nazionale
| Cronologia completa delle presenze e delle reti in nazionale ― Guinea-Bissau | Cronologia completa delle presenze e delle reti in nazionale ― Guinea-Bissau | Cronologia completa delle presenze e delle reti in nazionale ― Guinea-Bissau | Cronologia completa delle presenze e delle reti in nazionale ― Guinea-Bissau | Cronologia completa delle presenze e delle reti in nazionale ― Guinea-Bissau | Cronologia completa delle presenze e delle reti in nazionale ― Guinea-Bissau | Cronologia completa delle presenze e delle reti in nazionale ― Guinea-Bissau | Cronologia completa delle presenze e delle reti in nazionale ― Guinea-Bissau |
| Data                                                                         | Città                                                                        | In casa                                                                      | Risultato                                                                    | Ospiti                                                                       | Competizione                                                                 | Reti                                                                         | Note                                                                         |
| ---------------------------------------------------------------------------- | ---------------------------------------------------------------------------- | ---------------------------------------------------------------------------- | ---------------------------------------------------------------------------- | ---------------------------------------------------------------------------- | ---------------------------------------------------------------------------- | ---------------------------------------------------------------------------- | ---------------------------------------------------------------------------- |
| 19-7-2014                                                                    | Gaborone                                                                     | Botswana                                                                     | 2 – 0                                                                        | Guinea-Bissau                                                                | Qual. Coppa d'Africa 2015                                                    | -                                                                            | 74’                                                                          |
| 2-8-2014                                                                     | Bissau                                                                       | Guinea-Bissau                                                                | 1 – 1                                                                        | Botswana                                                                     | Qual. Coppa d'Africa 2015                                                    | -                                                                            | 87’                                                                          |
| Totale                                                                       |                                                                              | Presenze                                                                     | 2                                                                            |                                                                              | Reti                                                                         | 0                                                                            |                                                                              |